# Le Neufour
Le Neufour är en kommun i departementet Meuse i regionen Grand Est (tidigare regionen Lorraine) i nordöstra Frankrike. Kommunen ligger i kantonen Clermont-en-Argonne som tillhör arrondissementet Verdun. År 2022 hade Le Neufour 54 invånare.

## Befolkningsutveckling
Antalet invånare i kommunen Le Neufour
| Referens: INSEE |